# داركسايدرز 3
دارك سايدرز 3 (بالإنجليزية: Darksiders III)‏، هي لعبة فيديو أمريكية من نوع أكشن تقمص الأدوار، وهي من تطوير غان فاير غيمز، ونشرها تي إتش كيو نورديك، صدرت اللعبة في الأسواق سنة 2018، وتعمل على منصات بلاي ستيشن 4 وإكس بوكس ون ومايكروسوفت ويندوز ونينتندو سويتش وجوجل ستاديا، تدعم اللغة 14 لغة، ومن بينها العربية.